# Ross Geller
Ross Eustace Geller, Ph.D., en af de seks hovedpersoner i den amerikanske sit-com Venner (Friends). Rollen spilles af David Schwimmer.
Ross er Monicas bror og Chandlers gamle studiekammerat.
Ross er den nørdede af vennerne i serien og interesserer sig for palæontologi, hvilket han også arbejder med. Han er kærlig og hjælpsom og en god storebror for Monica, selvom han tit driller og tager al forældrenes opmærksomhed. Ross er forældrenes yndlings barn; de vil bare ikke kendes ved det. 
I sæson 7 bliver Monica og Chandler gift. Et stykke tid før dette vil Ross have sig en storebror-snak med Chandler, men ingen af vennerne kan tage ham seriøst, fordi de ser ham som en splejs, der ikke kunne skræmme en flue. Da han siger til Monica, Phoebe og Rachel at han har haft denne snak med Chandler griner Phoebe så meget at hun endda siger "Please stop! You are making my make-up run" (Stop nu! Du får min make-up til at løbe) fordi hun griner så meget.

## Kærlighedsliv
Da serien startede havde Ross' kone, Carol, lige forladt ham for en anden kvinde, Susan, som hun mødte i fitnesscenteret.
Og senere bliver han (igen) dybt forelsket i Rachel Green, som han i sin High School tid forgæves prøvede at imponere, når hun var hjemme for at besøge Monica. Han er desværre for usikker til at sige det til hende, så han rejser til Kina, hvor han bliver kæreste med Julie, og bliver først kæreste med Rachel i midten af anden sæson.
De er kærester i over et år, men ender med at slå op, til dels pga. Rachels nye arbejde og hendes nye kollega Mark, så hun foreslår en pause i forholdet, men opdager så, at han har haft et "one-nights-stand" med "the copy girl", og hun slår op.
De er ved at komme sammen igen i et enkelt afsnit, "The one at the beach", men slår op igen i afsnittet efter.
Ross bliver efter et stykke tid forlovet med den engelske Emily, men kommer til at sige Rachel, i stedet for Emily, under vielsen i kirken, og ægteskabet holder ikke.
Ross gifter sig med Rachel en nat i Las Vegas efter for mange drinks, Rachel tror, at de bliver skilt eftersom Ross har lovet, at han vil sørge for det, men Ross vil ikke skilles for tredje gang så han lader det ligge.
Først en del senere bliver de skilt efter, at Rachel har fundet ud af, at Ross har undladt at udfylde skilsmissepapirene.
I sæson 8 bliver Rachel gravid, og føder Ross' barn, Emma. Det er Ross' barn nummer to, han har allerede Ben med sin lesbiske ekskone Carol.
Ross og Rachel ender med at finde sammen, efter at han har jagtet hende gennem lufthavnen i det allersidste tårepersende afsnit af serien.

## Karriere
Til at starte med i serien arbejder han på et naturhistorisk museum som palæontolog. Han bliver senere ansat som professor på New Yorks universitet, en titel han er meget glad for.